# ألان رامزي
ألان رامزي (بالإنجليزية: Allan Ramsay)‏ هو رسام بريطاني، ولد في 1959.